# Łapino Kartuskie
Łapino Kartuskie is een plaats in het Poolse district  Kartuski, woiwodschap Pommeren. De plaats maakt deel uit van de gemeente Żukowo en telt 380 inwoners.

## Verkeer en vervoer
- Station Łapino Kartuskie